# Кольтман, Уильям Гарольд
Уи́льям Га́рольд Ко́льтман (англ. William Harold Coltman) (17 января 1891, Бертон-апон-Трент, Великобритания — 29 июня 1974, Бертон-апон-Трент, Великобритания) — британский военнослужащий, кавалер креста Виктории, высшей награды за храбрость перед лицом противника в наградной системе Великобритании. Он также является самым высоконаграждённым военнослужащим британских вооружённых сил среди неофицерского состава в ходе Первой мировой войны. Примечательно то, что он, убеждённый христианин и пацифист, пошёл на войну как санитар, а все свои награды он получил, не сделав ни единого выстрела.

## Биография
Уильям был четвёртым сыном садовника Карла Кольтмана (1851/2 — 1903) и его жены Энни (урождённой Гопсилл). В возрасте тринадцати лет он бросил школу, чтобы помогать матери содержать семью после смерти отца. Он работал подмастерьем.
8 января 1913 года он женился на Элеонор Мэй Долман (1893—1948), у четы Кольтманов родилось двое детей.
Важную роль в жизни Уильяма Кольтмана играла религия. На протяжении всей жизни он был членом общины плимутских братьев, которые регулярно встречались в зале заседаний в деревне Уиншилл, на окраине Бертон-апон-Трента, где Уильям также преподавал в воскресной школе.

## Первая мировая война
После начала Первой мировой войны Кольтман добровольно записался в армию. В январе 1915 года он как обычный стрелок был зачислен во 2-ю роту 1/6-го батальона северо-стаффордширского полка. В октябре 1915 года он был переведён в 1-ю роту батальона, с которым и был направлен во Францию.
Ужасы, виденные им в ходе битвы у Гоммекура, побудили его в июле 1916 года написать прошение о переводе в санитары-носильщики, которое было удовлетворено. На этой должности он подвергался тем же опасностям, что и другие солдаты, однако совершенно не имея возможности себя защитить. Это требовало особенной храбрости, тем более, что имея рост 163 см и соответствующее телосложение ему было нелегко переносить раненых бойцов много большего веса. 
Помимо выноса раненых он иногда снабжал офицеров батальона важной информацией, которую получал, передвигаясь по ничейной территории. Однажды, он вытащил с нейтральной территории пулемёт. Отличительной особенностью Кольтмана было нежелание отдыхать, пока все раненые не будут вынесены с поля боя, что приводило к тому, что он и его команда порой работали даже когда остальной батальон уже отдыхал.
С риском для жизни он вытаскивал из подожжённого миномётным огнём хранилища ручные гранаты и сигнальные шашки. Проявил инициативу при спасении людей из рухнувшего тоннеля.

## Награды
В феврале 1917 года в звании рядового Кольтман был награждён Воинской медалью за эвакуацию раненого офицера с нейтральной территории. В августе 1917 года медаль была дополнена планкой за действия за линией фронта.
Медаль «За доблестное поведение» Кольтман заслужил за действия в июле 1917 года в ходе боёв к юго-западу от Ланса. Почти пять суток Кольтман выносил раненых с нейтральной территории. London Gazette так писала о нём:

В ходе эвакуации раненых с передовой с риском для собственной жизни под огнём противника были продемонстрированы беспримерная доблесть и преданность долгу. Его храбрость несомненно спасла много жизней, он в течение всей ночи продолжал искать раненых под пулемётным огнём противника и выносил их. Его абсолютное безразличие к опасности вдохновляло и подавало пример другим солдатам.
Оригинальный текст (англ.)Conspicuous gallantry and devotion to duty in evacuating wounded from the front line at great personal risk under shell fire. His gallant conduct undoubtedly saved many lives, and he continued throughout the night to search for wounded under shell and machine gun fire, and brought several in. His absolute indifference to danger had a most inspiring effect upon the rest of his men.
— London Gazette: (Supplement) no. 30251, p. 8831, 24 августа 1917
Второго награждения медалью (Медаль «За доблестное поведение» с планкой) Кольтман удостоился в сентябре 1918 года.
Так о нём было написано в прессе:

28 сентября у канала Святого Квентина рядом с Белланглиз под сильным артиллерийским огнём он перевязал и вынес много раненых. На следующий день в ходе наступления он по-прежнему оставался в строю без сна и отдыха, продолжая поиски раненых, не обращая внимания на огонь противника. Он не позволяет себе отдыхать, пока не будет уверен, что территория проверена и на ней не осталось нуждающихся в помощи. Он демонстрировал яркий пример бесстрашия и преданности долгу.
Оригинальный текст (англ.)On the 28th September, 1918, near the St. Quentin Canal, near Bellenglise, he dressed and carried many wounded men under heavy artillery fire. During the advance on the following day he still remained at his work without rest or sleep, attending the wounded, taking no heed of either shell or machine-gun fire, and never resting until he was positive that our sector was clear of wounded. He set the highest example of fearlessness and devotion to duty to those with him.
— London Gazette: (Supplement) no. 31668, p. 14812, 28 ноября 1919
В 26 лет в звании младшего капрала, находясь в рядах 1-го батальона Северного Стаффордширского полка в ходе Первой мировой войны принимал участие в боевых действиях во Франции, где был удостоен высшей воинской награды: Креста Виктории.

Проявил себя храбрым, инициативным и преданным долгу. В ходе боёв 3 и 4 октября 1918 года у высоты Манекен к северо-востоку от Секеара санитар Кольтман, узнав, что несколько раненых были оставлены при отступлении, в одиночку отправился назад, под анфиладным огнём обнаружил их, перевязал и вытащил одного за другим трёх человек на своей спине.
Всего же храбрый капрал вытаскивал раненых непрерывно 48 часов.
Оригинальный текст (англ.)For most conspicuous bravery, initiative and devotion to duty. During the operations at Mannequin Hill, north-east of Sequehart, on the 3rd and 4th of Oct. 1918, L.-Corp. Coltman, a stretcher bearer, hearing that wounded had been left behind during a retirement, went forward alone in the face of fierce enfilade fire, found the casualties, dressed them and on three successive occasions, carried comrades on his back to safety, thus saving their lives. This very gallant NCO tended the wounded unceasingly for 48 hours
— London Gazette: (Supplement) no. 31108, p. 308. 3 января 1919
Также в ходе боёв он был удостоен упоминания в приказе, опубликованном в печати (en:Mentioned in Despatches) за работы в окопах у Рансарта, и награждён французским Военным крестом.

## Дальнейшая жизнь
В мае 1919 года Кольтман получил в Букингемском дворце Крест Виктории, но, отличаясь скромностью, как говорят, он приехал в Бертон-апон-Трент кружным путём, чтобы избежать приветственной церемонии от горожан. После демобилизации он устроился работать садовником в городском парке.
В ходе Второй мировой войны он в звании капитана командовал кадетским корпусом Бертон-апон-Трента.
В 1963 году он вышел на пенсию. В 1974 году скончался в возрасте 82 лет в больнице Бертон-апон-Трента от бронхопневмонии и болезни Паркинсона. Похоронен с женой Элеонорой на кладбище Святого Марка в Уиншилле.
Его медали, включая Крест Виктории, выставлены в музее Стаффордширского полка. Однажды Уильям Кольтман высказал надежду, что будущие поколения не будут ничего знать о войнах, и придёт время, когда никто не сможет получить Крест Виктории.